# Lakewood (Ohio)
Pour les articles homonymes, voir Lakewood.
Lakewood est une ville située dans le comté de Cuyahoga, dans l'État de l'Ohio, aux États-Unis. Elle se trouve dans la banlieue de Cleveland. Sa population s’élevait à 52 131 habitants lors du recensement de 2010, estimée à 50 249 habitants en 2017.